# Le Mouvement (Islande)
Pour les articles homonymes, voir Mouvement.
Le Mouvement (en islandais :  Hreyfingin ) est un ancien parti politique islandais, fondé en septembre 2009, qui compte trois députés à l'Althing.
Le parti fut fondé par trois députés du Mouvement des citoyens à la suite du départ du Mouvement des citoyens du député Þráinn Bertelsson, parti en été 2009.
- Þór Saari, économiste
- Margrét Tryggvadottir, éditrice
- Birgitta Jónsdóttir, poétesse, éditrice et artiste.

En 2012, le parti fusionne avec le Mouvement des citoyens et le Parti libéral pour donner naissance au parti Aube.